# DN39D
DN39D este un drum național care face legătura între DN39 și Jupiter, Constanța